# Municipio de New Haven (Ohio)
El municipio de New Haven (en inglés: New Haven Township) es un municipio ubicado en el condado de Huron en el estado estadounidense de Ohio. En el año 2010 tenía una población de 2621 habitantes y una densidad poblacional de 43,05 personas por km².
El municipio de New Haven se estableció en 1815.

## Geografía
El municipio de New Haven se encuentra ubicado en las coordenadas 41°1′32″N 82°40′32″O / 41.02556, -82.67556. Según la Oficina del Censo de los Estados Unidos, el municipio tiene una superficie total de 60.88 km², de la cual 59,89 km² corresponden a tierra firme y (1,62 %) 0,99 km² es agua.

## Demografía
Según el censo de 2010, había 2621 personas residiendo en el municipio de New Haven. La densidad de población era de 43,05 hab./km². De los 2621 habitantes, el municipio de New Haven estaba compuesto por el 95,69 % blancos, el 0,42 % eran afroamericanos, el 0,38 % eran amerindios, el 0,46 % eran asiáticos, el 2,21 % eran de otras razas y el 0,84 % eran de una mezcla de razas. Del total de la población el 4,27 % eran hispanos o latinos de cualquier raza.